# 南見ちはる
南見 ちはる（みなみ ちはる、1981年3月17日 - ） は日本の女性声優。主にアダルトゲームに声をあてている。

## 出演作品

### ゲーム

#### 1997年
- ザ・マスターズ・ファイター（J）

#### 2002年
- 君のもとへ…（アノン）

#### 2003年
- 告白の甘い罠（聖）
- stay 〜あなたのとなりに〜（舘 葵）

#### 2004年
- Hidden2 〜ヒデゥン2／暴かれた本性〜（光武 由香）
- 夕緋ノ向コウ側
- 凌辱ゲリラ狩り2

#### 2005年
- コスッてエイリアン 誘惑のコスプレH（星 志織）
- 気になるルームメイト（一条 リサ）
- とってもハーレム（三崎 絵理）

#### 2006年
- きのみの 〜コスプレ研へようこそ〜（川名 千鶴）
- 2005下半期リリスベストセレクション 姉 x 姉えぶりでい 〜ボクはおもちゃ?（有元 瞳華）

#### 2007年
- おっぱいバカ 〜おっぱい以外は認めない!!〜（流倉 的、亜衣澤 薙紗）
- かんなび -神奈備-（冴子）
- 白銀のソレイユ -Successor of Wyrd ≪運命の継承者≫-
- 汁だく接待 〜汁だらけの街〜（雨宮 凪、岸那 ひな）
- みんな大好き子づくりばんちょう（五月女 桜、結衣）
- リリミエスタ（菊池 ひな）

#### 2008年
- 白銀のソレイユ -Contract to the future-

### アニメ
※太字はメインキャラクター。

#### 2004年
- ファミレス戦士プリン（OVA）（西村プリン・西村ミルク）[2]

#### 2006年
- パピヨンローゼ New Season（魔神大帝ラン）[3]
- くりぃむレモン New Generation

（夏樹そら）

## ラジオ
- インターネットラジオ「アキバ系情報局Ⅱ」